# Chi Sẻn
Chi Sẻn trong tiếng Hán gọi là chi Xuyên tiêu hay chi Hoa tiêu, chi Hoàng mộc (danh pháp khoa học: Zanthoxylum, từ tiếng Hy Lạp ξανθὸν ξύλον, "gỗ màu vàng") (không nhầm với Họ Hoàng mộc) là một chi khoảng 175-250 loài cây thân gỗ và cây bụi có lá sớm rụng hoặc thường xanh trong họ Rutaceae, có nguồn gốc ở vùng ôn đới ấm áp hay cận nhiệt đới trên toàn thế giới. Các tên gọi phổ biến trong chi này bằng tiếng Việt có thể là sẻn, xuyên tiêu, sơn tiêu, hoa tiêu, sưng, hoàng lực v.v..
Tại Trung Quốc, quả của một số loài như Z. piperitum, Z. simulans, Z. sancho được sử dụng làm gia vị, gọi là tiêu Tứ Xuyên.

## Một số loài

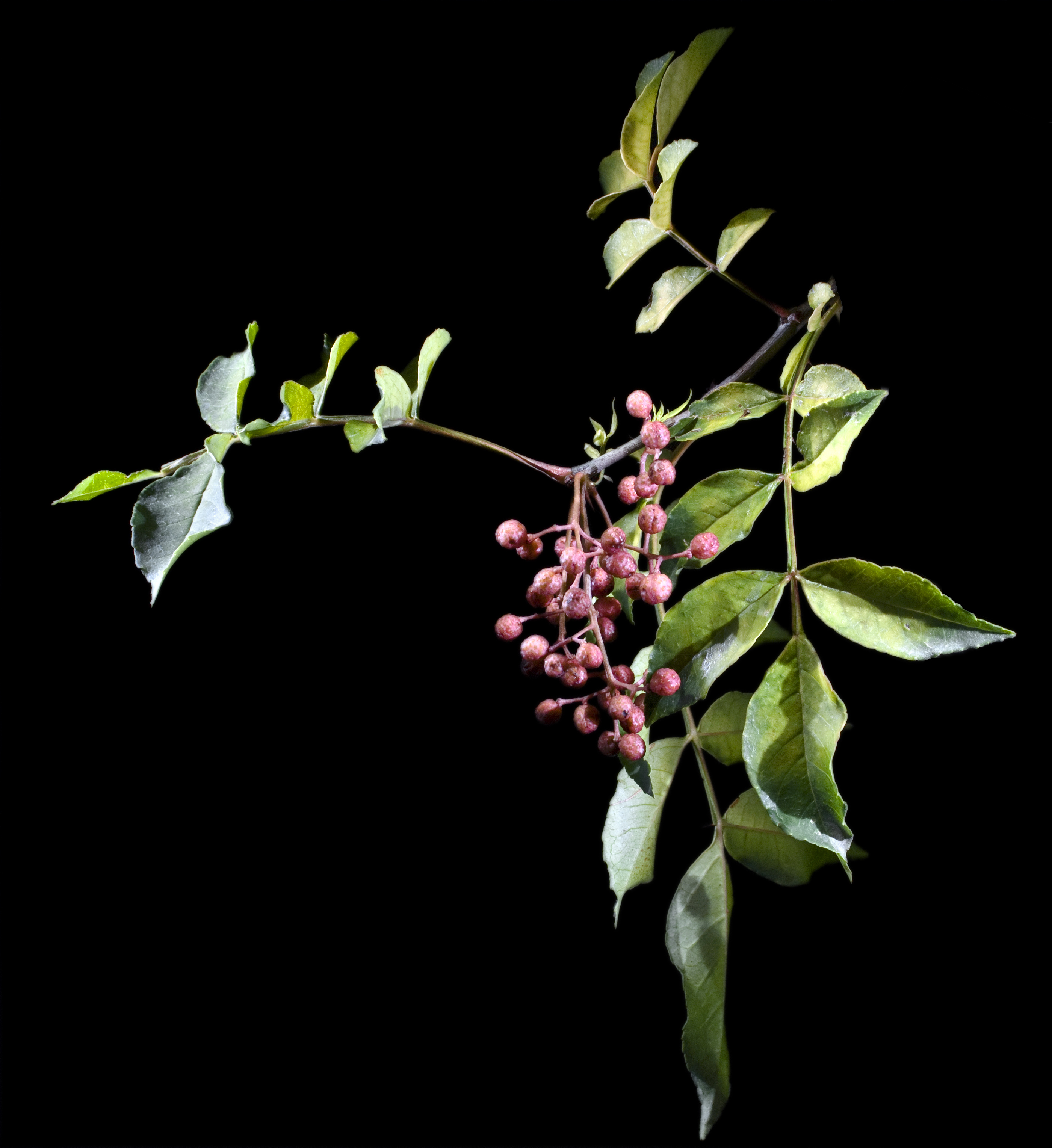
Lá và quả.

- Zanthoxylum acanthopodium - sẻn, hoa tiêu lông gai
- Zanthoxylum ailanthoides - hoa tiêu lá (cây) xư
- Zanthoxylum alatum - hoa tiêu có cánh
- Zanthoxylum americanum - hoa tiêu bắc
- Zanthoxylum armatum - sẻn gai
- Zanthoxylum avicennae - muồng truổng, hoàng mộc dài, hoa tiêu dài
- Zanthoxylum beecheyanum
- Zanthoxylum bifoliolatum - hoa tiêu Maricao
- Zanthoxylum bungeanum - hoa tiêu
- Zanthoxylum caribaeum - hoa tiêu vàng
- Zanthoxylum clava-herculis - hoa tiêu nam
- Zanthoxylum collinsiae (đồng nghĩa: Z. scabrum) - dây khắc dung
- Zanthoxylum coreanum - hoa tiêu Triều Tiên
- Zanthoxylum coriaceum - hoa tiêu Biscayne
- Zanthoxylum cucullatipetalum? - hoàng mộc cánh bầu
- Zanthoxylum dipetalum - kawa'u
- Zanthoxylum dimorphophyllum - hoa tiêu gai lá lạ
- Zanthoxylum dissitum - đơn diện châm
- Zanthoxylum esquirolii - nham tiêu
- Zanthoxylum evodiifolium? - sẻn lá dấu dầu, hoàng mộc phi
- Zanthoxylum fagara - hoa tiêu chanh
- Zanthoxylum flavum - sơn tiêu Tây Ấn
- Zanthoxylum hawaiiense - hoa tiêu Hawaii
- Zanthoxylum hirsutum
- Zanthoxylum kauaense - hoa tiêu Kauai
- Zanthoxylum laetum - hoàng mộc sai
- Zanthoxylum martinicense - hoa tiêu trắng
- Zanthoxylum molle - đóa tiêu
- Zanthoxylum monophyllum - tiêu vàng
- Zanthoxylum myriacanthum - hoàng mộc nhiều gai
- Zanthoxylum nitidum - hoàng lực, sang, sang láng, sưng, đắng cay, sâng, sẻn, mac khen, xuyên tiêu, sơn tiêu, hoàng liệt, lưỡng diện châm, chứ xá, hoa tiêu lá sáng
- Zanthoxylum nitiolum - sung, sân
- Zanthoxylum oahuense - hoa tiêu Oahu
- Zanthoxylum parvum
- Zanthoxylum piasezkii - hoa tiêu Tứ Xuyên-Thiểm Tây
- Zanthoxylum piperitum - hoa tiêu Nhật Bản
- Zanthoxylum planispinum - hoa tiêu lá trúc
- Zanthoxylum punctatum - hoa tiêu đốm
- Zanthoxylum rhetsa? - mắc khén, hoàng mộc hôi, cóc hôi, vàng me, xong
- Zanthoxylum sancho
- Zanthoxylum scandens - hoàng mộc leo, đắng cay
- Zanthoxylum schinifolium - hương tiêu
- Zanthoxylum simulans - xuyên tiêu, hoa tiêu dại
- Zanthoxylum spinifex - niaragato
- Zanthoxylum stenophyllum - hoa tiêu lá hẹp
- Zanthoxylum thomasianum - hoa tiêu St Thomas

Các loài trong chi Zanthoxylum bị ấu trùng của một số loài côn trùng thuộc Lepidoptera phá hoại như Ectropis crepuscularia.